# Alma Karlin
Alma Vilibalda Maximiliana Karlin (n. 12 octombrie 1889, Celje, Comuna urbană Celje, Slovenia – d. 14 ianuarie 1950, Pečovnik, Comuna urbană Celje, Slovenia) a fost o scriitoare de origine sloveno-austriacă, călătoare, poetă, colecționară, poliglotă și teozof.

## Biografie
S-a născut în orașul stirian din Celje (acum parte a Sloveniei, atunci Imperiul Austro-Ungar) ca fiica lui Jakob Karlin, un maior în armata austro-ungară și a profesoarei Vilibalda Miheljak. Tatăl ei a murit când ea avea vârsta de 8 ani. Alma a crescut într-un mediu predominant de limbă germană și se considera mai degrabă austriacă decât etnică germană sau slovenă.
După ce a absolvit învățământul secundar la Graz, a călătorit la Londra, unde a studiat limbile străine. A învățat limbile engleză, franceză, latină, italiană, norvegiană, daneză, finlandeză, rusă și spaniolă. În ultimii ei ani, a studiat și limbile persană, chineză și japoneză. De asemenea, a petrecut șase luni la Paris, unde a frecventat cursuri de limbi diferite la Sorbona. În acest moment a început să lucreze la un dicționar de zece limbi (nepublicat), inclusiv în limba slovenă. 
La izbucnirea primului război mondial, în 1914, Karlin a trebuit să se mute în Suedia și Norvegia, deoarece era considerată persona non grata în Regatul Unit pentru că era cetățean austro-ungar. În Scandinavia, ea s-a întâlnit cu scriitorul suedez Selma Lagerlöf, care a fost atât de impresionat de Karlin și de lucrările ei scrise încât a propus-o pentru un premiu Nobel.
În 1919, ea s-a întors acasă, în Celje, care era deja parte a Regatului Iugoslaviei. Aproape imediat după aceea, însă, ea a început să strângă bani pentru o altă călătorie. În acest scop, ea a deschis o școală de limbi străine în Celje, unde a predat până la zece ore pe zi, în timp ce în timpul liber se ocupa de pictură și de scris. La 24 noiembrie 1919, ea a plecat din nou, de data aceasta într-o călătorie de nouă ani pe tot globul. A vizitat America de Sud și de Nord, Insulele Pacificului, Australia și diverse țări asiatice. Ultima parte a călătoriei sale în jurul lumii a fost India. 
În ianuarie 1928, la cererea mamei sale aflată pe moarte, Alma Karlin s-a întors acasă, epuizată de boală și depresie profundă. Nu a mai călătorit niciodată. Ea și-a dedicat cea mai mare parte a timpului pentru a scrie. În jurul anului 1934, ea a început să dezvolte un interes deosebit pentru studiul teosofiei. În ultimii ani, în special în timpul celui de-al doilea război mondial, ea a fost preocupată de catolicismul romano-catolic . 
Karlin și-a înregistrat călătoria în sute de rapoarte publicate în diferite reviste și ziare, printre care gazeta germanilor din Celje, Cillier Zeitung și ziarele germane Neue Illustrierte Zeitung și Der Deutschen Bergknappe. După ce s-a întors acasă, a scris numeroase opere de ficțiune și non-ficțiune. Ea a scris în limba germană până la apariția regimului nazist german, când a abandonat germana ca pe un act de protest. În Germania, cărțile ei au fost arse de noul regim. Ea a scris, de asemenea, în  engleză pentru zonele vorbitoare de limbă engleză. În perioada 1937-1938, jurnalistul francezo-german și scriitorul anti-nazist Hans Joachim Bonsack a găsit-o refugiată în casa ei. 

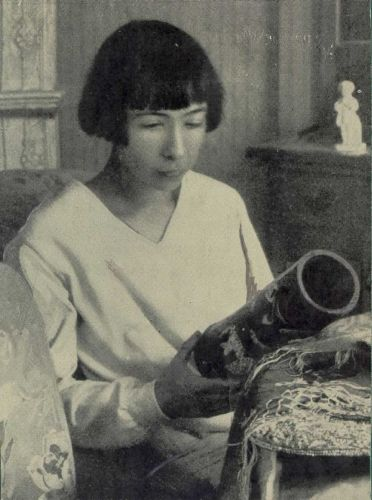
Alma Karlin în anii 1920.

Imediat după invadarea de către Puterile Axei a Iugoslaviei în aprilie 1941 și ocupația germană a regiunii Stiria de Jos, ea a fost arestată și trimisă la Maribor, unde a așteptat să fie extrădată în Serbia, împreună cu alte câteva mii de sloveni. Ea a fost eliberată grație intervenției energice a prietenei ei de o viață, Thea Gamelin. I s-a permis să se întoarcă la Celje, unde a locuit în arest la domiciliu. În primăvara anului 1944, ea a decis să fugă în sudul regiunii slovene Bela krajina, controlată de rezistența partizană slovenă. Chiar dacă era grav bolnavă, partizanii conduși de comuniști nu i-au permis să zboare spre orașul Bari din sudul Italiei, care era ocupat de aliați. În schimb, ea a fost dusă în Dalmația, unde a rămas până la sfârșitul războiului, când s-a mutat înapoi în Celje. A murit de cancer de sân și de tuberculoză la 14 ianuarie 1950, în satul Pečovnik lângă Celje și este îngropată alături de Thea Schreiber Gammelin (1906-1988) în biserica din Svetina. 
Aproape în mod inevitabil, Karlin a devenit și colecționară și etnolog. Majoritatea obiectelor pe care le-a achiziționat în călătoriile sale și pe care le-a trimis acasă, mai târziu au dus la fondarea unui mic muzeu privat. Unele exponate sunt adăpostite în Muzeul Regional Celje. Multe dintre scrierile ei nu au fost publicate niciodată; majoritatea sunt păstrate în Biblioteca Națională și Universitară a Sloveniei și în Biblioteca de Stat din Berlin.  

## Moștenire

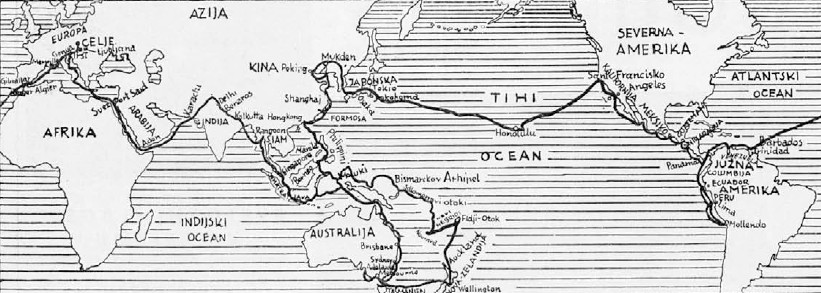
Călătoriile sale în jurul lumii

În Iugoslavia socialistă, singura lucrare și prima traducere în limba slovenă a scriitoarei Alma Karlin a fost publicată în 1969, Einsame Weltreise a fost tradusă de Meta Sever ca Samotno potovanje (cu sensul de Călătorie singuratică în jurul lumii).
Motivele pentru care Alma Karlin a devenit aproape o necunoscută după cel de-al doilea război mondial au fost în principal prejudecățile ideologice împotriva a tot ceea ce avea de-a face cu cultura germană sau germano-austriacă în Slovenia. Deoarece Alma Karlin a scris în germană și s-a vorbit germană în familia ei, ea a intrat automat sub această vrajă ideologică.
După independența Sloveniei în 1990, interesul pentru Alma Karlin a renăscut. Responsabil pentru acest lucru a fost tânără generație de etnologi sloveni. Au fost publicate numeroase articole în ziare și au fost realizate mai multe expoziții despre Alma Karlin. În 1995 a fost publicată în Slovenia o nouă ediție a cărții Einsame Weltreise (Samotno potovanje).  În 2009, televiziunea slovenă a transmis un documentar despre ea, Alma M. Karlin: Samotno potovanje, cu actrița Verlinika Drolc în rolul scriitoarei, regia Mart Frelih. În 2015, Jakob Klemenčič a scris și Marijana Pušavca a desenat o serie de benzi desenate denumită Alma M. Karlin: Svetovljanka iz province: Življenjepis v stripu.

## Lucrări scrise
Aceasta este o listă a lucrărilor sale scrise care au fost publicate:
- Mein kleiner Chinese (cu sensul de Micul meu chinez), Dresda, editura Deutsche Buchwerkstätten, 1921
- Einsame Weltreise, 1928
- Im Banne der Südsee, 1930
- Drachen und Geister, Berlin, editura Frundsberg, 1930
- Der Götze, 1931
- Mystik der Südsee, Berlin Lichterfelde, editura Hugo Bermühler, 1931
- Der Todesdorn, 1933
- Windlichter des Todes, Leipzig, editura Hesse und Becker, 1933
- Into-Yo-Intec, 1934
- Tränen des Mondes, 1935
- O ioni San, Breslau, editura Heydebrand, 1936
- Vier Mädchen im Schicksalswind, Leipzig, Grethlein & Co., 1936
- Kleiner Frühling, Leipzig, editura Max Möhring, 1937
- Der blaue Mond, Leipzig, editura Max Möhring, 1938
- Der Becher des Vergessens, Leipzig, editura Max Möhring, 1938
- Erlebte Welt, das Schicksal einer Frau. Durch Insulinde und das Reich des weißen Elefanten, durch Indiens Wunderwelt und durch das Tor der Tränen, editura Wilhelm Köhler Minden i. W./Berlin/Leipzig, ca. 1938

(Ediții noi, parțial sub diferite titluri)

## Vezi și
- Listă de poeți sloveni
- Listă de scriitori sloveni